# 天理教豊文教会
天理教豊文教会（てんりきょうとよふみきょうかい）は、天理教の教祖である中山みきの教えを信仰する宗教団体。長野県諏訪市を拠点とする。

## 沿革
宗教法人天理教傘下の被包括宗教法人として設立され甲府大教会の傘下であったが、天理教教会本部のみで行っており、宗教法人天理教の被包括法人では行われていない「かぐらづとめ」を行う等、礼拝所の施設や儀式の方法について、宗教法人天理教が作成した天理教経典に定めに従わない方針を採るようになった。
宗教法人天理教の教義が教祖である中山みきの教えから離れた信仰をしていると考え、2001年7月に分派した。中山みきの教えどおりの信仰活動をするため、天理教豊文分教会から天理教豊文教会と名称を変え、活動を続けている。

## 名称使用差止等請求事件
宗教法人天理教の包括関係が解消されているにもかかわらず、天理教豊文分教会が「天理教」という名称を使用することは、不正競争防止法における不正競争に該当し、名称権を侵害するものであるとして、宗教法人天理教が「天理教」の名称使用の差止め及び名称の登記の抹消登記手続を求める民事訴訟を起こした。
一審は宗教法人天理教が勝訴したが、高等裁判所、最高裁判所の判決では敗訴。天理教豊文分教会が宗教法人格を取得してから約50年にわたり「天理教豊文分教会」の名称で宗教活動を行っており、また宗教法人天理教の包括関係解消後も、その信奉する教義は「天理教」にほかならないことなどを理由に宗教法人天理教の訴えを退けた。